# Jugoslávská liga ledního hokeje 1984/1985
Sezóna 1984/1985 byla 43. sezónou Jugoslávské ligy ledního hokeje. Vítězem se stal tým HK Jesenice.

## Základní část
| Poř. | Tým                       | Zápasy | Skóre  | Body |
| ---- | ------------------------- | ------ | ------ | ---- |
| 1    | HK Crvena Zvezda Bělehrad | 14     | 120:37 | 27   |
| 2    | HK Jesenice               | 14     | 109:36 | 24   |
| 3    | Kompas Olimpija           | 14     | 99:42  | 20   |
| 4    | HK Kranjska Gora          | 14     | 57:74  | 14   |
| 5    | HK Partizan               | 14     | 57:88  | 12   |
| 6    | HK Vojvodina Novi Sad     | 14     | 57:75  | 10   |
| 7    | HK Cinkarna Celje         | 14     | 41:90  | 4    |
| 8    | KHL Medveščak             | 14     | 33:123 | 1    |

## Skupina o 1. místo
| Poř. | Tým                       | Zápasy | Skóre  | Body |
| ---- | ------------------------- | ------ | ------ | ---- |
| 1    | HK Jesenice               | 12     | 82:36  | 21   |
| 2    | HK Crvena Zvezda Bělehrad | 12     | 83:64  | 19   |
| 3    | Kompas Olimpija           | 12     | 70:65  | 13   |
| 4    | HK Kranjska Gora          | 12     | 49:119 | 5    |

## Skupina o 5. místo
| Poř. | Tým                   | Zápasy | Skóre | Body |
| ---- | --------------------- | ------ | ----- | ---- |
| 5    | HK Vojvodina Novi Sad | 6      | 33:31 | 11   |
| 6    | HK Partizan           | 6      | 35:33 | 9    |
| 7    | HK Cinkarna Celje     | 6      | 29:27 | 6    |
| 8    | KHL Medveščak         | 6      | 21:27 | 6    |

## Finále
Hrálo se na tři vítězné zápasy v rámci systému 1-1-1-1-1, * - po penaltovém rozstřelu.
|  | HK Jesenice | 9 – 6 | HK Crvena Zvezda Bělehrad | Dvorana Podmežakla, Jesenice |
|  | HK Jesenice |       | HK Crvena Zvezda Bělehrad |                              |

| Souhrn zápasu | Souhrn zápasu | Souhrn zápasu | Souhrn zápasu | Souhrn zápasu |
| ------------- | ------------- | ------------- | ------------- | ------------- |
|               |               |               |               |               |

|  | HK Crvena Zvezda Bělehrad | 2 – 9 | HK Jesenice | Ledena dvorana Pionir, Bělehrad |
|  | HK Crvena Zvezda Bělehrad |       | HK Jesenice |                                 |

| Souhrn zápasu | Souhrn zápasu | Souhrn zápasu | Souhrn zápasu | Souhrn zápasu |
| ------------- | ------------- | ------------- | ------------- | ------------- |
|               |               |               |               |               |

|  | HK Jesenice | 8 – 5 | HK Crvena Zvezda Bělehrad | Dvorana Podmežakla, Jesenice |
|  | HK Jesenice |       | HK Crvena Zvezda Bělehrad |                              |

| Souhrn zápasu | Souhrn zápasu | Souhrn zápasu | Souhrn zápasu | Souhrn zápasu |
| ------------- | ------------- | ------------- | ------------- | ------------- |
|               |               |               |               |               |

## Konečné pořadí
1. HK Jesenice
2. HK Crvena Zvezda Bělehrad
3. Kompas Olimpija
4. HK Kranjska Gora
5. HK Vojvodina Novi Sad
6. HK Partizan
7. HK Cinkarna Celje
8. KHL Medveščak

- Mužstva HK Cinkarna Celje a KHL Medveščak sestoupila z první ligy.
- Mužstva HK Avtoprevoz Maribor a HK Bosna postoupila do první ligy.